# Župnija Brdo
Župnija Brdo je rimskokatoliška teritorialna župnija dekanije Domžale nadškofije Ljubljana.